# نورمان جايلز
نورمان هنري جايلز (بالإنجليزية: Norman Henry Giles)‏ (وُلد في 6 أغسطس 1915 - وتُوفي في 16 أكتوبر 2006) هو عالم وراثة أمريكي درس الطفرات التي تحدث في فطريات العصيباء المُبوّغة.

## أبحاثه البارزة
- 1940: «آثار النيوترونات السريعة على كروموسومات الفطريات». بروك. أكاد. الولايات المتحدة الأمريكية 26: 567-575.[3]
- 1948: ليديربيرغ، «الانعكاسات المستحثة من المسوخ البيوكيميائية فيفطريات العصيباء المُبوّغة» بوت. 35: 150-157.
- 1950: مع ه. ب.رايلي، «دراسات على آلية تأثير الأكسجين على حساسية كروموسومات فطريات العصيباء المُبوّغة». بروك. NATL. أكاد. الخيال العلمي. U36: 337-344.

- 1950: مع أ. بيتي، «تأثير الأشعة السينية في الأكسجين والهيدروجين في الضغوط العادية والإيجابية على في تردد انحراف كروموسوم فطريات العصيباء المُبوّغة». العلوم 112: 643-645.
- 1951: «دراسات حول آلية الانعكاس في المسوخ الكيموحيوية من فطريات العصيباء المُبوّغة». كولد سبرينغ حرب. 16: 283-313.[4]
- 1956: «طفرة إلى الأمام في مكان محدد فطريات العصيباء المُبوّغة». بروخافن سيم. بيول. 8: 103-125.
- 1957: مع بارتريدج ونيلسون، «التحكم الجيني لإنزيم الأدينيلوسوتشيناز في فطريات العصيباء المُبوّغة». بروك. NATL. أكاد. الخيال العلمي. الولايات المتحدة الأمريكية. 43: 305-317.[5]
- 1957: تشو، «دراسة المجموعات اللاحقة بكروموسومات الرئيسيات». نات. 91: 273-282.[6]
- 1958: مع م. كيس، «أدلة التحليلات الرباعية لكل من إعادة التركيب الطبيعي والشاذ بين المسوخ الأليلية في فطريات العصيباء المُبوّغة». بروك. NATL. أكاد. الخيال العلمي. الولايات المتحدة الأمريكية 44: 378-390.[7]